# Spitalul cu parc dendrologic din Stolniceni
Spitalul cu parc dendrologic din Stolniceni este un monument de arhitectură de importanță națională, localizat în satul Stolniceni, raionul Edineț. Ansamblul este compus din blocul curativ central, înconjurat de clădiri și anexe gospodărești și o grădină peisajeră străbătută de alei, monument protejat cunoscut ca parcul din satul Stolniceni, care acum nu mai este îngrijită. Se află în stare de degradare.